# Kéthévane Bagration de Moukhrani
Kéthévane Bagration de Moukhrani, connue également sous les noms de Kéthévane Bagrationi-Orsini, Kéthévane Bagrationi-Mukhraneli, ou Kéthévane Bagrationi-Mukhranbatoni (en géorgien ქეთევან ბაგრატიონ–მუხრანელი), née le 20 juillet 1954 à Talence (France), est une personnalité publique et une diplomate italo-géorgienne, ambassadrice de la Géorgie près le Saint-Siège de 2005 à 2014, et de nouveau depuis 2019. Elle possède la double nationalité, française et géorgienne.

## Biographie
Son père, le prince Constantin Bagration de Moukhrani (1915-1992), émigré géorgien descendant de Constantin IV (1782-1842) dernier régnant de la Maison Moukhrani (branche de la dynastie royale Bagrationi), épouse Monique Pauliac (1926-) en 1953, à Villenave-d'Ornon près de Bordeaux. Kéthevane naît à Talence en 1954 et son frère Alexandre en 1956. En 1975, elle obtient un diplôme de philologie, et visite pour la première fois la Géorgie à l’occasion d’une bourse d’études à l’université d'État de Tbilissi. 
En 1978, elle épouse le prince Raimondo Orsini d’Aragon (1931-2020) et s’installe à Rome ; elle a quatre enfants, Georgiana Maria (1979–2005), Lelio Nicolo (1981), Luisa Eleonora (1986) et Dorothea (1990). À partir de 1991, elle participe à différents projets humanitaires en faveur de la Géorgie post-soviétique. En 1995, elle est nommée citoyenne d’honneur du pays de ses ancêtres.  
Kéthévane Bagration de Moukhrani s’implique ensuite dans la diplomatie italienne afin de faciliter la visite officielle d’Edouard Chevardnadze en Italie en 1997 et celle du Pape Jean-Paul II en Géorgie en 1999. En 2004, elle obtient la citoyenneté géorgienne et le 9 mars 2005 elle est nommée ambassadeur de Géorgie près le Saint-Siège, poste qu’elle conserve jusqu’en 2014,. Elle est à nouveau nommé à ce poste en décembre 2019

## Décorations
- Décorations de l’Église orthodoxe de Géorgie
- Grand-croix de l'ordre de Pie IX (2007)
- Grand-croix de l'ordre d'Albert l'Ours (2009)

## Dynastie
La branche espagnole des Moukhrani a revendiqué à plusieurs reprises le trône de Géorgie. Lelio Nicolo, impliqué dans des œuvres culturelles et humanitaires en faveur de la Géorgie, a parfois été considéré comme un prétendant au trône de Géorgie mais la famille a démenti.